# 梅本忠男
梅本 忠男（うめもと ただお、1902年6月10日-1981年4月30日）は、日本の報道写真系統の写真家。
奈良県五條市出身。
1928年、講談社に入社し、編集者として活動。
1935年に、日本リヒト工房を東京・神田に設立（弟の写真家・梅本左馬次とともに）。写真撮影を受注する会社（現在のストックフォト会社に近いか？）。
1938年、雑誌『写真週報』に写真家として携わり、多くの写真が掲載された。
1938年7月に、土門拳、藤本四八、濱谷浩、田村茂、林忠彦、光墨弘、加藤恭平 (写真家)、杉山吉良らとともに青年報道写真研究会を設立し、活躍した。
1940年には、日本報道写真家協会の幹事長となる。
戦後は、パノラマ写真の制作に打ち込んだ。
その戦前・戦後の写真作品の多くは、立命館大学国際平和ミュージアムに寄贈されている。

## 展覧会
- 戦時下日本の報道写真 : 梅本忠男と『写真週報』（会期:1995年11月10日～23日. 会場:立命館大学国際平和ミュージアム、立命館大学戦後50年平和企画特別展）